# Joël Ducorroy
 (juillet 2013).
Si vous disposez d'ouvrages ou d'articles de référence ou si vous connaissez des sites web de qualité traitant du thème abordé ici, merci de compléter l'article en donnant les références utiles à sa vérifiabilité et en les liant à la section « Notes et références ».
Joël Ducorroy est un artiste plasticien contemporain français né en 1955.
Se définissant comme un artiste « plaquetitien », Joël Ducorroy travaille avec les mots et utilise la plaque minéralogique comme support.

## Biographie
Né en 1955, Joël Ducorroy se découvre tôt une vocation artistique. En 1969, il réalise des sérigraphies inspirées d'Andy Warhol, qu'il aura l'occasion de rencontrer plus tard. Il poursuit ses études à l'école des beaux-arts de Paris mais, ainsi que le lui avait soufflé César, s'en affranchit pour s'exprimer.
En 1980, Joël Ducorroy rencontre Serge Gainsbourg avec lequel il échange quelques paroles facétieuses du genre « Et cetera, c'est adéquat », qu'il fait inscrire - emboutir - sur une plaque minéralogique.
Un voyage original au gré des mots peut commencer. Ces mots qui figurent ce qu'ils désignent sont la vraie matière de ce peintre sans pinceau, en humour et sens caché. « Exprimer plutôt que représenter ! Lire c'est comprendre l'œuvre ! ». L'artiste n'impose pas sa vision du monde : il invite le regardeur à créer sa propre représentation.
La plaque minéralogique, dans la diversité de ses formes, couleurs et agencements, est leur révélateur : il explique : « les plaques minéralogiques comme support artistique revendiquent [...] cette volonté d’en finir avec la toile, comme étant plus en adéquation avec notre société : impersonnelle, technologique et industrielle » (cf. Marlène Girardin : "Etre artiste et tout plaquer).
Sur la suggestion de J-C Lange, ami de Raymond Hains, il adopte la dénomination d'« artiste plaquetitien ».
Humoriste conceptuel, dans une démarche qui évoque fluxus, le pop art ou encore le nouveau réalisme, c'est un collectionneur de mots qui joue avec l'art.
Chemin faisant, il revisite les différentes formes d'expression artistique (peinture, sculpture, architecture, photo, gravure...) et nous ouvre son monde d'objets, de personnages et de paysages : des papillons au clair de Lune en passant par l'Ile de Ré, et de la chaîne hifi à l'esquimau glacé.

## Expositions
- 1985 Emily Harvey Gallery, New York (USA)
- 1986 Galerie Polaris, Paris
- 1987 Galerie d’Art Contemporain des Musées, Nice
- 1988 Emily Harvey Gallery[1], New York, États-Unis
- 1989 « Color and/or Monochrome», Tokyo - Kyoto,  Japon (expo collective)
- 1990 « L’exposition suite », Galerie Métroplolis, Lyon
- 1990 « La collection n° 2 », Galerie Polaris, Paris (expo collective)
- 1991 « Immatriculée conception », (9 expositions  pour 10 ans de travail) : Galerie Jade, Colmar - Galerie G, Besançon - Galerie Polaris, Paris - Galerie Duval – Dunner, Paris - Galerie Lecointre-Ozanne, Paris - Galerie Baudoin Lebon, Paris - Galerie de Paris, Paris - Ghislain Mollet-Vieville agent d’art, Paris - Galerie Lola Gassin, Nice, 1993 Gandy Gallery, Prague, République Tchèque (avec Ben, Jean Dupuy, Olga Adorno, Ducolombier)
- 1993 Gandy gallery, Prague (Tchéquie) (expo collective)
- 1995 « Bleu pour les filles, rose pour les garçons », École nationale supérieure des Beaux-Arts de Paris (ENSBA), Paris
- 1996 Galerie Baudoin Lebon, Paris
- 1996 Musée de l’Histoire Vivante, Montreuil (Avec Keiichi Tahara et Miguel Egana)
- 1998 Centre d’art Bouvet-Ladubay, Saumur
- 1998 Musée d’art moderne et d’art contemporain, Nice
- 2000 Galerie Kahn, Strasbourg
- 2000 Galerie Baudoin Lebon, Paris
- 2001 Fondation Armando Alvares Penteado, Sao Paulo, Brésil
- 2003 « Secrétaire de l'art », galerie Baudoin Lebon, FIAC 2003, Paris
- 2003 Chapelle du Carmel, Châlon–sur-Saône
- 2005 Artcurial, Rétrospective des éditions, Paris
- 2006 Spicy gallery, Bruxelles
- 2007 « L'emploi des mots dans l'art »[2], musée départemental, Gap
- 2007 Hommage de l'auteur, Galerie José Martinez, Lyon
- 2007 « Monaplaque », Galerie Incognito, Monaco
- 2007 « Joël Ducorroy », Galerie Kandler, Toulouse
- 2008 « Ducorroy sur l'Ile de Ré », Galerie Kahn, Ars-en-Ré
- 2009 « Être artiste et tout plaquer », Artcurial, Paris / Artaé, Lyon
- 2009 « Édition de Ducorroy », Galerie Appart 113, Bordeaux
- 2010 « Carminies », Galerie Limitis, Paris
- 2010 « Papillonnages », exposition collective au centre d'art contemporain du Luxembourg Belge, Bureau des forges de Montauban-Buzenol
- 2011 « Amicalement vôtre »[3], Galerie Baudoin Lebon, Paris
- 2011 Art Paris, Galerie Kahn, Grand Palais, Paris
- 2011 « Plaqué art », chapelle de la Visitation, Thonon-les-bains
- 2012 « Être artiste et tout plaquer »[4], Paul-Louis Flandrin (Antiquaire en orfèvrerie et joaillerie), Paris
- 2012 « Perspectives », Galerie Artae, Lyon (avec Matt Coco et Dania Reymond)
- 2014 Art Paris - Art Fair, Galerie Baudoin Lebon, Grand Palais, Paris
- 2014 Art Elysées, Paris 2014
- 2014 "Comme un aperçu", Galerie Kahn, Colmar
- 2015 "Exquises esquisses", Galerie Baudoin Lebon, Paris
- 2016 "Chroniques", La Seyne-sur-Mer

## Installations
- 1989 Chambre d’artiste[5], Hôtel Windsor, Nice
- 1992 « L’appartement témoin de son temps »[6], Le Confort Moderne, Poitiers
- 1996 « Art grandeur nature », Seine Saint Denis, Paris
- 2001 « La bibliothèque », Domaine de Chamarande
- 2002 « L’appartement témoin de son temps », Galerie du Petit Château, Sceaux
- 2002 Mise en lumière de la fenêtre occidentale du réfectoire de l’abbaye de Saint-Germain-des-Près, Paris
- 2002 Décor du hall d’honneur de l'hôtel de ville de Bobigny
- 2006 « Le Pavillon des lettres »[7], décor extérieur, 7500 plaques avec les mots que lui offrent les calaisiens, pour « Le Channel » (scène nationale), Calais
- 2007 « Artbiothérapie », décors pour le mur des urgences, le mur de la cour anglaise, le couloir d’accueil et la cage d’escalier du service d’immuno-hématologie de l'hôpital Necker, Paris